# (1799) Koussevitzky
(1799) Koussevitzky ist ein Asteroid des Hauptgürtels, der am 25. Juli 1950 von Astronomen des Indiana Asteroid Programs am Goethe-Link-Observatorium in Brooklyn im US-Bundesstaat Indiana entdeckt wurde.
Der Asteroid ist nach dem in Russland geborenen amerikanischen Dirigenten Sergei A. Kussewizki benannt.